# Copiapó (kommun)
Copiapo är en kommun i Chile.   Den ligger i provinsen Provincia de Copiapó och regionen Región de Atacama, i den norra delen av landet, 700 km norr om huvudstaden Santiago de Chile.
Trakten runt Copiapo är ofruktbar med lite eller ingen växtlighet. Runt Copiapo är det mycket glesbefolkat, med 7 invånare per kvadratkilometer.